# Château de Pocé
Le château de Pocé est un château situé à Distré, en France.

## Localisation
Le château est situé dans le département français de Maine-et-Loire, sur la commune de Distré.

## Historique
Pocé était une ancienne châtellenie d'Anjou. Le seigneur de Pocé avait des droits inhabituels sur les chaudronniers et verriers qui passaient dans sa juridiction, et encore plus extraordinaire, toutes les femmes que ses officiers pouvaient trouver à Saumur et ses fauxbourgs le jour de la Trinité devaient se présenter à la Dame du lieu, danser avec eux, et leur remettre quatre deniers et un bouquet de roses.
L'édifice est classé au titre des monuments historiques en 1862.